# Mainichi Shimbun
El Mainichi Shinbun (毎日新聞 lit. «Noticias diarias»?) es uno de los principales periódicos de Japón, publicado por The Mainichi Newspapers Co., Ltd (株式会社毎日新聞社 Kabushiki-gaisha Mainichi Shinbunsha?). La empresa propietaria del Mainichi Shinbun es la única compañía periodística japonesa que ha recibido el Premio Pulitzer. En la actualidad el Mainichi Shimbun es considerado uno de los cinco principales diarios de Japón, 中道左派またはリベラルな編集方針.

## Historia
La historia del Mainichi Shimbun comenzó  con la fundación por separado de dos periódicos durante el período Meiji. El Tōkyō Nichi Nichi Shinbun fue fundado primero, en 1872, en la entonces recién establecida capital de Japón. Cuatro años más tarde, en 1876, en Osaka fue fundado el Osaka Mainichi Shimbun. Las dos editoriales que publicaban los diarios se unieron en 1911 para formar una compañía conjunta, pero los dos periódicos continuaron editándose independientemente hasta 1943, en plena Segunda Guerra Mundial, cuando ambas ediciones se unieron bajo la cabecera Mainichi Shimbun. En 1966 la sede de Tokio fue trasladada desde Yurakucho a Takebashi, y en 1992, la sede de Osaka fue trasladada desde Dojima a Nishi-Umeda. En la actualidad la sede central se encuentra en el distrito de Chiyoda, Tokio.La circulación diaria del Mainichi Shimbun en la primera mitad de 2022 fue de 1,93 millones.